# Governador Eugênio Barros
Governador Eugênio Barros is een gemeente in de Braziliaanse deelstaat Maranhão. De gemeente telt 16.503 inwoners (schatting 2009).
De gemeente grenst aan Senador Alexandre Costa, Governador Luiz Rocha, Gonçalves Dias, Graça Aranha, Fortuna en Parnarama.